# Stará Bašta
Stará Bašta es un municipio del distrito de Rimavská Sobota en la región de Banská Bystrica, Eslovaquia, con una población estimada a final del año 2024 de 323 habitantes.
Se encuentra ubicado al este de la región, en la cuenca hidrográfica del río Sajó —un afluente derecho del río Tisza— y cerca de la frontera con la región de Košice y con Hungría.

## Demografía
| Año        | 1994 | 2004     | 2014     | 2024    |
| ---------- | ---- | -------- | -------- | ------- |
| Población  | 416  | 368      | 318      | 323     |
| Diferencia |      | −11,53 % | −13,58 % | +1,57 % |

| Año        | 2023 | 2024    |
| ---------- | ---- | ------- |
| Población  | 319  | 323     |
| Diferencia |      | +1,25 % |